# بخش بولونی-سور-مر
بخش بولونی-سور-مر (به فرانسوی: Arrondissement de Boulogne-sur-Mer) یک بخش در فرانسه است که در پا-دو-کاله واقع شده‌است.